# Tika Sumpter
Tika Sumpter, właśc. Euphemia LatiQue Sumpter (ur. 20 czerwca 1980 w Queens) – amerykańska aktorka, prezenterka telewizyjna i modelka.

## Życiorys
Urodziła się w nowojorskim Queens. Swój przydomek Tika otrzymała jako dziecko od babci. Była pierwszą afroamerykańską cheerleaderką w jej liceum. Uczęszczała do Longwood Senior High School w Middle Island w Nowym Jorku. Studiowała na wydziale komunikacji w Marymount Manhattan College. Pracowała jako kelnerka w Nowym Jorku, zanim rozpoczęła karierę modelki w wieku 17 lat i występowała w reklamach i filmach edukacyjnych. 
W 2004 została wybrana jako współgospodarz programu Best Friend’s Date w sieci N. Była współzałożycielką i występującą z duetem R&B / hip hop Twise z Marcellą „Precise” Brailsford, nagrywając utwór „Paint the World (America’s Theme)” do płyty One Life, Many Voices for Hurricane Relief, aby w 2005 zebrać pieniądze dla ofiar huraganu Katrina. Po gościnnym występie w serialu NBC Prawo i porządek: sekcja specjalna (2006), została obsadzona w roli Layla Williamson w operze mydlanej ABC Tylko jedno życie (One Life to Live, 2006-2011). Na kinowym ekranie zadebiutowała jako Nikki w dramacie muzycznym Roba Hardy’ego Krok do sławy 2 (Stomp the Yard 2: Homecoming, 2010) u boku Columbusa Shorta. W biograficznym melodramacie Southside with You (2016) zagrała Michelle Robinson Obamę.

## Filmografia
Film
| Rok  | Tytuł                           | Rola                    | Uwagi                                          |
| ---- | ------------------------------- | ----------------------- | ---------------------------------------------- |
| 2009 | Gliniarze z Brooklynu           | Dziewczyna z dzielnicy  | Epizod, niewymieniona w czołówce.              |
| 2010 | Krok do sławy 2                 | Nikki                   |                                                |
| 2010 | Salt                            |                         | Drobna rola                                    |
| 2011 | Whisper Me a Lullaby            | Emma                    |                                                |
| 2011 | Ilu miałaś facetów?             | Jamie                   |                                                |
| 2012 | Myśl jak facet                  | Ex'dziewczyna Dominica  |                                                |
| 2012 | Sparkle                         | Delores „Dee” Anderson  |                                                |
| 2013 | Tyler Perry's A Madea Christmas | Lacey                   |                                                |
| 2014 | Prawdziwa jazda                 | Angela Payton           | Drugoplanowa rola                              |
| 2014 | Mój mąż to frajer               | Clarissa                |                                                |
| 2014 | Get On Up                       | Yvonne Fair             | Nominacja – Black Reel Award for Best Ensemble |
| 2015 | Bessie                          | Lucille                 | Film TV                                        |
| 2015 | You Never Left                  | Euphemia                | Krótki film                                    |
| 2016 | Prawdziwa jazda 2               | Angela Payton-Barber    |                                                |
| 2016 | Southside with You              | Michelle Robinson Obama | Także jako producent                           |
| 2020 | Sonic. Szybki jak błyskawica    | jako Maddie Wachowski   |                                                |
| 2022 | Sonic 2. Szybki jak błyskawica  | jako Maddie Wachowski   |                                                |

Telewizja
| Rok       | Tytuł                              | Rola             | Uwagi                                                                                            |
| --------- | ---------------------------------- | ---------------- | ------------------------------------------------------------------------------------------------ |
| 2004–2005 | Best Friend's Date                 | Jako ona sama    | Prezenterka                                                                                      |
| 2005–2011 | Tylko jedno życie                  | Layla Williamson | 234 odcinków Nominacja—NAACP Image Award: Wybitna aktorka w dziennym serialu dramatycznym (2008) |
| 2006      | Prawo i porządek: sekcja specjalna | Vegas            | Odcinek: „Class"                                                                                 |
| 2011      | Plotkara                           | Raina Thorpe     | Drugoplanowa rola, 11 odcinków                                                                   |
| 2011–2012 | The Game                           | Jenna Rice       | Drugoplanowa rola, 10 odcinków                                                                   |
| 2013      | Being Mary Jane                    | Tonya            | Odcinek: „Pilot”                                                                                 |
| od 2013   | The Haves and the Have Nots        | Candace Young    |                                                                                                  |